# Gerrit Bolkestein
Gerrit Bolkestein (Amsterdam, 9 oktober 1871 – Den Haag, 8 september 1956) was een Nederlands politicus en grondlegger van tal van naoorlogse onderwijsvernieuwingen die de karaktervorming en individuele ontwikkeling van het kind centraal zouden stellen.
Bolkestein werd eerst onderwijzer en daarna inspecteur van het onderwijs. Na zijn pensionering werd hij op 67-jarige leeftijd minister van Onderwijs, Kunsten en Wetenschappen in het kabinet-De Geer II. Als een van de weinigen bleef hij gedurende de gehele Londense periode minister in de kabinetten Gerbrandy I, II en III.
Hij stond bekend als uiterst deskundig op onderwijsgebied, met een vooruitziende blik. In 1939, kort na zijn aantreden als minister, vatte Bolkestein zijn onderwijsvisie samen met de vier kernbegrippen individualisering, zelfstandigheid, inzicht en karaktervorming. Hij riep in 1943 vanuit Londen de studenten op om de loyaliteitsverklaring niet te tekenen. In een andere toespraak op Radio Oranje, in maart 1944, riep hij alle Nederlanders op om geschreven getuigenissen van de bezettingstijd (zoals brieven en dagboeken) te bewaren, deze zouden na de bevrijding worden ingezameld om deze moeilijke periode te documenteren. Deze oproep was voor Anne Frank aanleiding om haar dagboek om te werken voor publicatie.
Na de oorlog was Bolkestein adviseur van de minister van Onderwijs. Tezamen met Maria Montessori ontving hij in 1950 van de Amsterdamse Gemeente Universiteit een eredoctoraat.

## Persoonlijk
Hij was de grootvader van Frits Bolkestein. Zijn vader dreef een melkhandel op het Frederiksplein te Amsterdam en Gerrit bracht 's ochtends voor hij naar school ging de melk rond.
- Biografisch Portaal: 00547853
- CiNii: DA19305127
- Digitale Bibliotheek voor de Nederlandse Letteren: bolk001
- Gemeinsame Normdatei: 137169817
- International Standard Name Identifier: 0000 0000 5556 5843
- Library of Congress Control Number: no2006105422
- Nederlandse Thesaurus van Auteursnamen: 068281234
- Parlement.com: vg09llivmezb
- Système universitaire de documentation: 137709471
- Virtual International Authority File: 29293809
- WorldCat: E39PBJvhqKMtKK6dt3x9wrjXBP